# شهرستان لویس و کلارک (مونتانا)
شهرستان لویس و کلارک، مونتانا (به انگلیسی: Lewis and Clark County, Montana) یک سکونتگاه مسکونی در ایالات متحده آمریکا است که در ایالت مونتانا واقع شده‌است.

## خصوصیات
شهرستان لویس و کلارک ۹٬۰۵۹٫۸۳ کیلومترمربع مساحت دارد.